# دانیل اشمید
دانیل اشمید (آلمانی: Daniel Schmid؛ ‏ ۲۶ دسامبر ۱۹۴۱ – ۵ اوت ۲۰۰۶) بازیگر، کارگردان فیلم و فیلم‌نامه‌نویس اهل سوئیس بود. فیلم‌های او در جشنواره‌های برلین و کن به‌نمایش در‌امده است.
از فیلم‌ها یا برنامه‌های تلویزیونی که وی در آن نقش داشته‌است، می‌توان به تاجر چهار فصل و دوست آمریکایی اشاره کرد.